# Break (música)
En la música popular, un break es un interludio instrumental o de percusión durante una canción relacionado con el tiempo de descanso, siendo esa sección un break (traducido como corte o respiro) respecto a las partes principales de la canción. Ha sido un recurso ampliamente utilizado por el jazz. Según la definición clásica de Clayton y Gammond, es: 

«Un pasaje improvisado, especie de cadencia breve, que interpreta un solista o grupo de instrumentos mientras el resto de la banda permanece callado durante unas pocas notas o compases.»

Actualmente, la palabra se aplica también en el lenguaje de los DJs. En el hip hop se entiende por break (break beat) cualquier segmento musical, normalmente muy corto (entre cuatro y seis segundos), que pueda ser sampleado y repetido en forma de loop.

## Break
Un break puede ser descrito como el momento en el que una canción "se toma un respiro". Esto supone que el tema principal de una composición cesa y solo se mantiene el pulso rítmico, para posteriormente recuperar el protagonismo la melodía, la voz o los instrumentos principales de nuevo. 
Aunque como recurso musical es conocido históricamente (algunas canciones, como "Buck Dancer's Lament", de principios del siglo XIX, incluían un silencio de dos compases cada ocho compases para permitir movimientos de baile improvisados), Jelly Roll Morton, a comienzos del siglo XX, se auto-postuló como "inventor del break" en el jazz, y llegó a decir que "sin breaks no se puede tocar jazz". El recurso del break fue usual en el jazz tradicional, reduciéndose su uso de forma evidente con el desarrollo del swing, aunque luego fue recuperado ampliamente por el hard bop. Ejemplos muy conocidos son el break de cuatro compases tocado por Charlie Parker en el tema "A Night in Tunisia", o los breaks de batería realizados por Gene Krupa en el tema "Don't Be That Way", con la big band de Benny Goodman.
La palabra break designa también, desde finales del siglo XX y en el lenguaje de los DJs, la pieza donde todos los elementos de una canción, excepto la percusión, desaparecen durante un tiempo. Esto es distinto de un "breakdown", una sección donde la composición es deliberadamente "deconstruida" en elementos mínimos (generalmente, la percusión o la sección de ritmo de la voz) y todas las otras partes siendo gradualmente o repentinamente silenciadas.
En el hip hop y la música electrónica, un break corto se conoce también como un cut y el proceso de reintroducción de la sección rítmica completa y del bajo es conocido como the drop, lo que en ocasiones se acentúa silenciando todos los elementos, incluso la misma percusión.

## Break beat
Un break beat es cualquier pequeño tramo de batería que puede ser sampleado y repetido en forma de loop de modo que pueda servir de estructura rítmica para una canción entera o una parte importante de ella. Así se construye el ritmo del hip hop. Fue inventado por DJ Kool Herc, un DJ jamaicano que utilizaba esta técnica cuando pinchaba en sesiones callejeras ("bloc parties") tocando con su sound system en El Bronx, Nueva York.
Kool Herc utilizaba dos copias del mismo disco, de modo que hacía sonar el break de batería elegido en un canal de la mesa de mezclas hasta que terminaba y entonces hacía sonar el mismo break en el otro tocadiscos. Cuando en un canal sonaba un disco, rápidamente llevaba el otro hasta la posición inicial. Jugando de esta manera con el equipo lograba crear una canción nueva a partir de distintas secciones rítmicas tomadas de dos o más discos de soul o funk, y todo ello con el objetivo de que la audiencia bailara (de aquí viene el nombre de breakdance) o para permitir al MC cantar o jalear al público sobre la base instrumental. El resultado que se lograba de esta forma artesanal fue perfeccionado más adelante, pasando a realizarse mediante sintetizadores, cajas de ritmos y samplers.
Aunque DJ Kool Herc está considerado como el primero en llevar a cabo la mezcla de dos copias del mismo disco, es probable que otros DJs desarrollaran esta técnica al mismo tiempo en la época.

## Ejemplos notables
- El Amen break, de la canción "Amen, Brother" - The Winstons, que suena alrededor de 1:26 de la canción. Fue usado en "Straight Outta Compton" de N.W.A., de donde muchos otros artistas la han sampleado. Además, el break ha servido, junto a otros más de esta lista, como base para géneros como el jungle y el drum and bass.[5]
- "Funky Drummer" - James Brown
- "Apache" - The Incredible Bongo Band
- "Think (About It)" - Lynn Collins
- "Mary Mary" - The Monkees
- "Hook and Sling" - Eddie Bo
- "Black Grass" - Wilbur Bad Bascomb
- "Champ" - Mohawks
- "N.T., Give It Up" - Kool & The Gang
- "Scorpio, Ride Sally Ride" - Dennis Coffey
- "It's Just Begun" - The Jimmy Castor Bunch
- "Kool Is Back" - Funk Inc.
- "Ashley's Roach Clip" - The Soul Searchers
- "Impeach The President" - The Honey Drippers
- "Synthetic Substitution" - Melvin Bliss
- "Take Me To Mardi Gras" - Bob James
- "The Big Beat" - Bill Squier
- "Catch A Groove" - Juice
- "God Made Me Funky" - The Headhunters
- "I Can't Stop" - John Davis Orchestra
- "Ike & Tina Turner" - Funky Mule
- "Sweet Pea" - Tommy Roe
- "Cold Sweat" - James Brown
- "Give It Up or Turnit a Loose" - James Brown
- Tramen de la canción "Sniper" - DJ Trace, Pete Parsons